# Tălăpanu, Mehedinți
Tălăpanu este un sat în comuna Breznița-Motru din județul Mehedinți, Oltenia, România.